# Village des Arts di Dakar

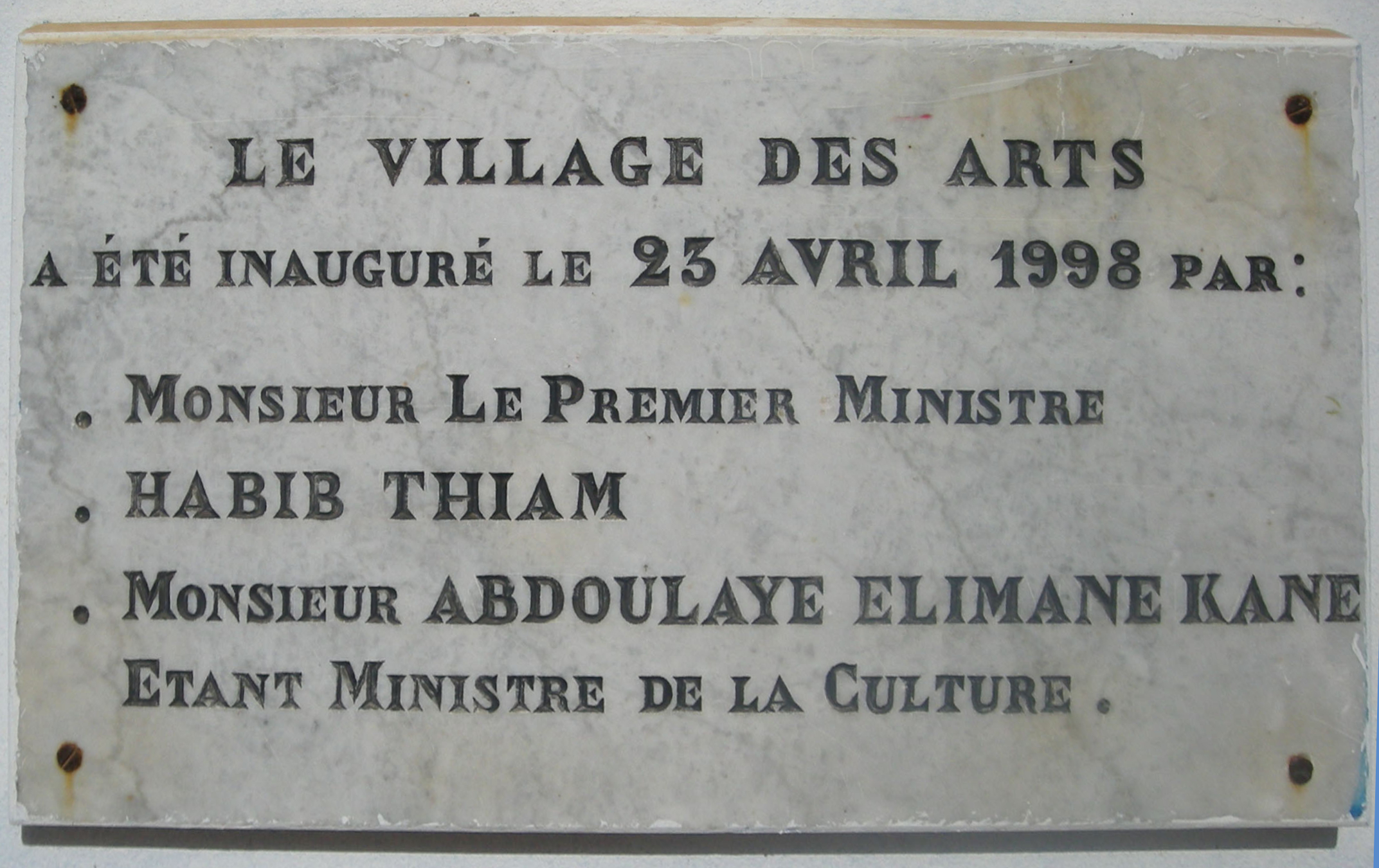
La targa commemorativa apposta durante l'inaugurazione nel 1998

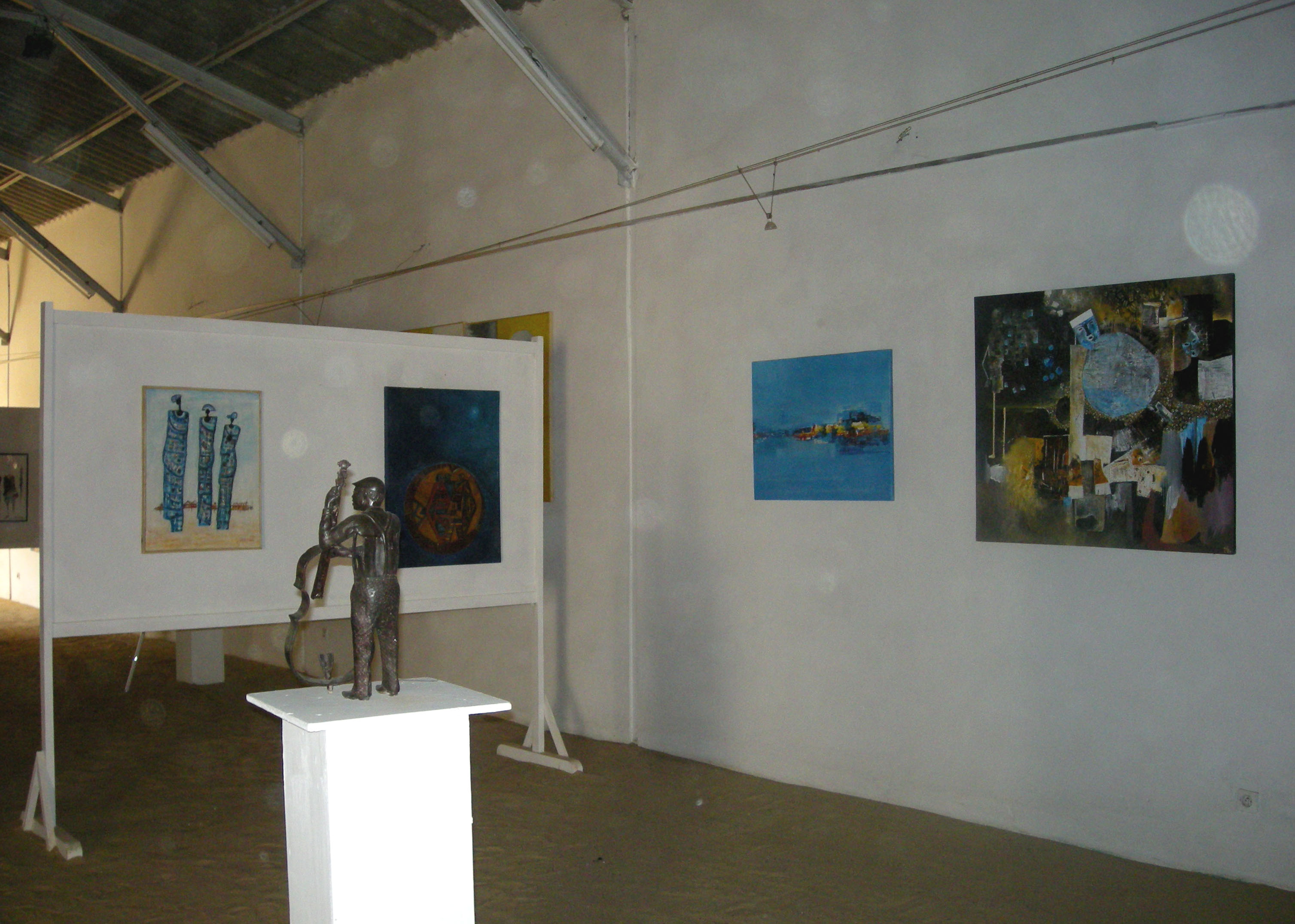
Esposizione temporanea

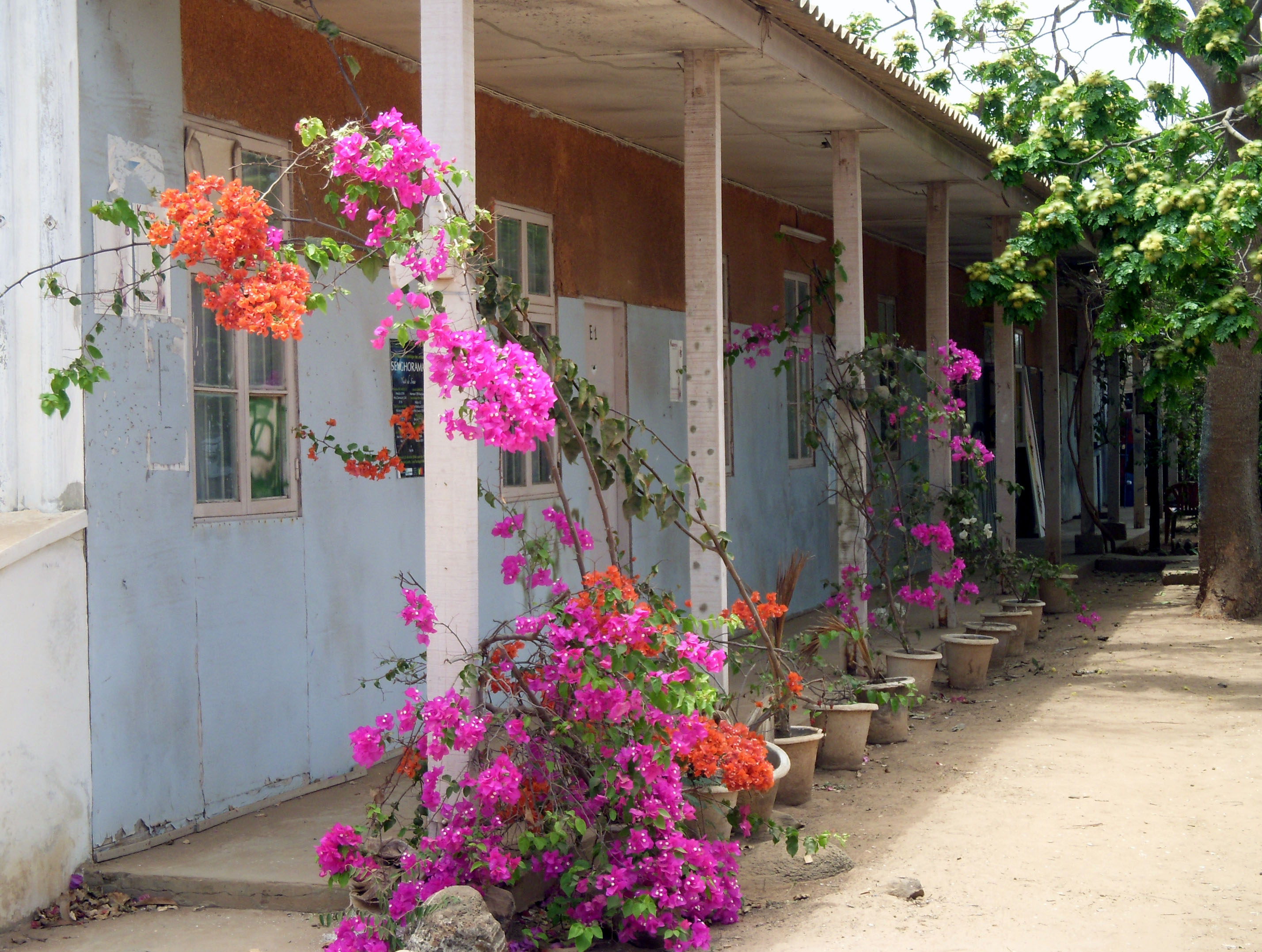
Uno scorcio degli studi d'artista e dei laboratori

Il Village des Arts di Dakar - il villaggio delle arti - è un centro di ricerca e creazione artistica situato a Dakar in Senegal. Il primo Village des Arts viene creato nel 1976 sulla Corniche occidentale di Dakar. Il Village des Arts nasce con l'obiettivo di sostenere la produzione artistica senegalese e il lavoro degli artisti.

## Storia
Nel 1976 i quattro pittori Mamadou Fall Dabo, Moussa Tine, El Hadj Babacar Sy e Ali Samb e due membri della Ecole Nationale des Beaux Art creano il Village des Arts in una zona del Camp Lat Dior (Corniche occidentale di Dakar) non occupato dalla Scuola Nazionale d'Arte e dalla Scuola Nazionale Superiore d'Insegnamento Artistico. A differenza della Cité des Artistes Plasticiens che è creata dal Ministero della Cultura nel 1979 e gestita fino al 1987 dagli undici residenti, il Villaggio è totalmente svincolato dall'autorità pubblica, anche se diversi Ministri della Cultura inaugurarono lì delle mostre. La sede è un vivace punto d'incontro per gli artisti ed è caratterizzato da uno spirito pluri-disciplinare.
Viene organizzata l'esposizione annuale Tenq (1980-1983) e viene creato il teatro sperimentale Laboratoire AGIT-Art. Il Laboratoire AGIT-Art è un collettivo informale, costituito da artisti e intellettuali che si esprimono in performance; il laboratorio è diretto da El Hadji Sy, Issa Samb (Joe Ramangelissa Samb), Amadou Sow e Bouna Seye. Secondo Sidney Kasfir il Village des Arts rappresenta un contro-movimento rispetto alla politica culturale di Léopold Sédar Senghor e alla École de Dakar: in particolare il gruppo di AGIT-Art – impegnandosi politicamente e socialmente ed utilizzando forme d'arte concettuale – prende le distanze dagli artisti contemporanei degli anni Settanta. Il Villaggio è fatto evacuare nel 1983 per ospitare gli uffici di diversi ministeri.
Il Village des Arts di Dakar è collocato nel 1998 in una nuova sede ed è inizialmente noto come l'ex campo dei Cinesi, perché - prima di diventare un centro culturale - era il luogo che aveva ospitato gli operai cinesi coinvolti nella costruzione dello Stadio Léopold Sédar Senghor. Composto da circa cinquanta studi di artisti e laboratori in cui lavorando artisti che si esprimono in diverse discipline (pittura, scultura, ceramica, fotografia, video, installazioni, ecc..). Il Village ospita mostre, convegni, conferenze a tema, proiezioni di film seguiti da dibattiti, serate culturali, concerti e serate musicali con l'obiettivo di essere un luogo di incontro e di scambio dedicato agli artisti senegalesi aperto alla partecipazione dei cittadini e al coinvolgimento di creativi internazionali. Nel 1996 il Village des Arts ospita all'interno del programma parallelo (off) della Biennale di Dakar del 1996 l'Atelier Tenq, un laboratorio organizzato dalla curatrice Clémentine Deliss che produrrà il primo numero della rivista "Métronome".